# 芥田氏
芥田氏（あくたし）は日本の氏族。戦国時代の武家で鋳物師と商人も兼ねた。

## 出自
世良田頼氏の2男教氏の末裔を称しており、新田義貞に属して領地として与えられた播磨国加西郡芥田村から室町時代に世良田から芥田に氏を変更したという。御着城主の小寺職隆に属して飾東郡野里村に移り、置塩城合戦などで戦功を挙げた。。
活動の中で小寺家領地周辺の鋳物師売り場を買い進め、江戸時代の本業となる鋳物師の権利を強くしたのもこの頃である。小寺氏が没落した後は鋳物師や商人としての性格を強め、家久の孫の充商は京都方広寺の大鐘制作に参加した。
それからの芥田家は宗喬・宗良・宗顕・宗卿・宗芳・宗功・宗安・宗吉が継いだが、宗安の時に廃藩置県が行われて鋳物師を廃業して神官となった。宗吉には娘があったが、芥田家は継がず宗吉の代に本家は絶家した。系譜や宝物は宗卿の3男から始まった分家が保存したという。
姫路市の姫路城外曲輪北東角にある五郎右衛門邸という町名は鋳物師頭領・芥田五郎右衛門の土地にちなむ。元は芥田家の邸地であったが池田輝政による築城における「慶長の町割り」のため召し上げられ芥田家は大野町へ移された。
姫路市野里寺町（大野町の南隣）にある芥田家住宅の主屋・土蔵・離れ座敷兼土蔵は国の登録有形文化財となっている。

## 宗家歴代当主
1. 芥田家久
2. 芥田宗貞
3. 芥田充商
4. 芥田宗喬
5. 芥田宗良
6. 芥田宗顕
7. 芥田宗卿
8. 芥田宗芳
9. 芥田宗功
10. 芥田宗安
11. 芥田宗吉